# UWA世界女子王座
UWA世界女子王座は、UWAが管理、認定していた王座。

## 歴史
1979年、LLIが創設。
1997年、LLIが解散。
LLIが解散後もタイトルマッチは行われていた。

## 歴代王者
| 歴代   | 選手                   | 戴冠回数 | 獲得日付       | 獲得場所 （対戦相手・その他）         |
| ------ | ---------------------- | -------- | -------------- | ------------------------------------- |
| 初代   | ビッキー・ウィリアムス | 1        | 1979年12月9日  | メキシコシティ イルマ・ゴンザレス     |
| 第2代  | エステラ・モリーナ     | 1        | 1979年12月23日 | メキシコシティ                        |
| 第3代  | ビッキー・ウィリアムス | 2        | 1980年3月9日   | ヌエボ・レオン州モンテレイ            |
| 第4代  | イルマ・ゴンザレス     | 1        | 1980年5月25日  | メキシコ                              |
| 第5代  | ビッキー・ウィリアムス | 3        | 1980年10月5日  | メキシコシティ                        |
| 第6代  | チャベラ・ロメロ       | 1        | 1980年12月21日 | メキシコシティ 1981年4月19日返上      |
| 第7代  | ローラ・ゴンザレス     | 1        | 1981年8月16日  | メキシコシティ ビッキー・ウィリアムス |
| 第8代  | イルマ・ゴンザレス     | 2        | 1982年8月27日  | メキシコ                              |
| 第9代  | ローラ・ゴンザレス     | 2        | 1983年3月25日  | プエブラ州プエブラ                    |
| 第10代 | イルマ・アギラール     | 1        | 1983年4月22日  | メヒコ州ネツァワルコヨトル            |
| 第11代 | パンテラ・スレーニャ   | 1        | 1983年12月27日 | メキシコ                              |
| 第12代 | ジャガー横田           | 1        | 1984年9月17日  | 大田区体育館                          |
| 第13代 | ローラ・ゴンザレス     | 3        | 1985年4月14日  | メキシコシティ                        |
| 第14代 | 神取忍                 | 1        | 1986年12月23日 | 後楽園ホール 1987年7月18日返上        |
| 第15代 | ローラ・ゴンザレス     | 4        | 1987年10月10日 | 後楽園ホール ハーレー斉藤             |
| 第16代 | スレイマ               | 1        | 1991年2月23日  | メキシコシティ                        |
| 第17代 | ミス・ジャネス         | 1        | 2001年9月7日   | ヌエボ・レオン州モンテレイ            |
| 第18代 | 浜田文子               | 1        | 2002年3月8日   | ヌエボ・レオン州モンテレイ            |
| 第19代 | ミス・ジャネス         | 2        | 2002年         | ヌエボ・レオン州モンテレイ            |